# Ingvald Eriksen
Pour les articles homonymes, voir Eriksen.
Ingvald Eriksen est un gymnaste artistique danois né le 3 septembre 1884 à Odense et mort le 28 janvier 1961 dans la même ville.

## Biographie
Ingvald Eriksen fait partie de l'équipe du Danemark qui remporte la médaille d'argent en système suédois par équipes aux Jeux olympiques d'été de 1912 se tenant à Stockholm.